# Durchstimmbar
Als durchstimmbar bezeichnet man in der technischen Optik oder Akustik ein Bauteil, dessen Frequenzverhalten (meist als Sender oder Filter) durch äußere Ansteuerung oder Justierung innerhalb einer bestimmten Frequenzskala verändert werden kann.
Ein Beispiel ist eine schwingende Saite, deren Tonhöhe oder Eigenfrequenz durch Veränderung ihrer Länge oder der Kraft, mit der sie vorgespannt ist, variiert werden kann.